# ヒメタムラソウ
ヒメタムラソウ Salvia pygmaea Matsum. は、シソ科の植物の一つ。ロゼット状の葉の中から穂を立て、白い花を付ける。ハルノタムラソウに似て、花はさらに小さいが、根出葉は大きくて細かく分かれる。

## 特徴
小柄な多年生の草本。草丈は10～20cm。基部から出る葉は先端の頂小葉が大きい2回羽状複葉に近い形で、長さは葉柄を含めて5～15cm。より上の方の葉は羽状に近い形に中程まで裂けている。頂小葉は倒卵形から倒披針形をなし、長さは0.5～2.5cm、縁は疎らに切れ込みが入る形の鋸歯縁で基部は次第に狭くなるくさび形をしている。それ以外の小葉には柄があり、倒卵状くさび形から倒被針状くさび形をしており、先端は尖り、縁には疎らに鋸歯が出るか、または滑らかで、葉の裏側では葉脈の上に粗い毛が生えている。
花期は3～6月。花は分枝しない花序の軸に間を開けて段をなして輪生し、5～15段に2～5輪ずつを着ける。苞は長楕円状線形から卵状長楕円形で花の小梗と同程度の長さかやや短い。小梗は長さ1～2mm。萼は果実の時で長さ3.5～4.5mm、縁には5つの歯状の突起があり、そのうち3つは上唇にあり、2歯は下唇にあって上唇より長い。歯状の突起は卵状披針形で先は鋭く尖る形で、下唇のもので長さが1.5mm。花冠は紫を帯びた白で、長さ4～5mm、上唇は2つに裂け、下唇は3つに裂け、その中裂片は側裂片より大きくて先端が僅かに凹んでいる。雄しべと雌しべは花冠から長く突き出す。

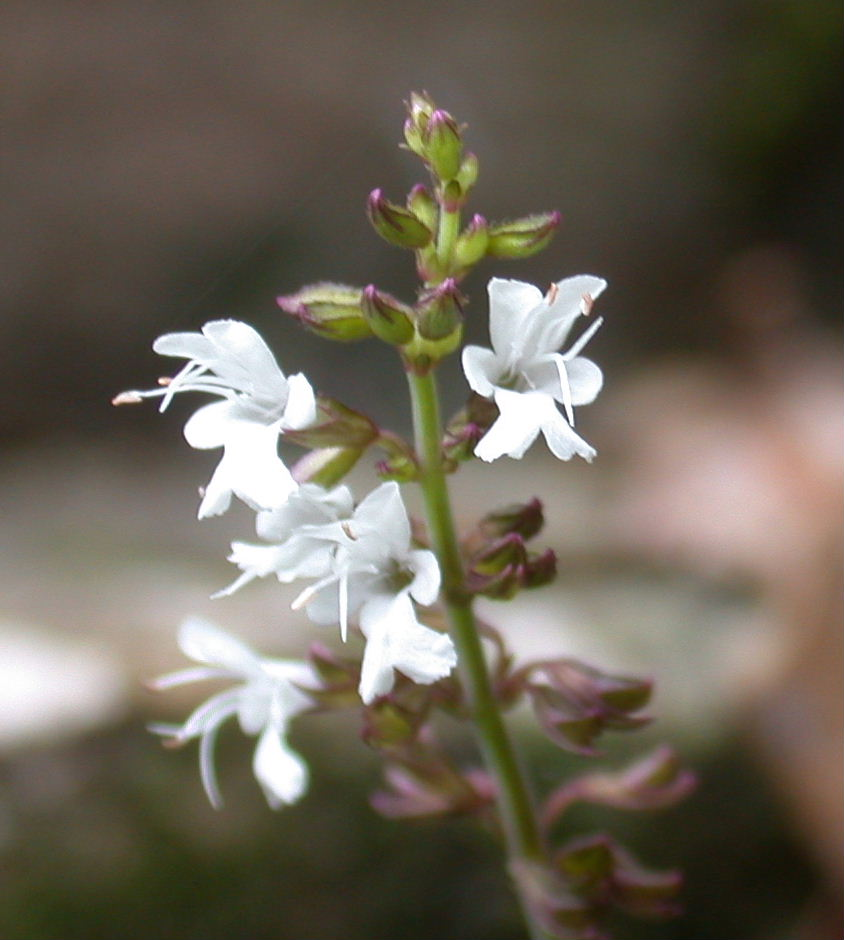
花

## 分布と生育環境
琉球列島の固有種であり、奄美大島以南の琉球列島に生育する。初島(1975)によるとその分布は奄美大島、徳之島、沖縄島、久米島、石垣島、西表島である。
渓流沿いの岩の上に生える。

## 分類
アキギリ属は世界に900種以上あり、サルビアと呼ばれるものなど観賞用などで広く栽培されるものも多いが、日本には11種が自生する。日本のものでは紫から青系の花をつけるものが多く、本種のように白い花をつけるものはごく少ない。同じく白い花をつけ、全体の姿でも本種によく似たものに本州南部から九州に産するハルノタムラソウ S. ranzaniana var. ranzaniana があるが、本種より花が大きく(花冠が約8mm)、また根出葉だけでなく多少とも茎葉が出ることで区別される。

### 種内変異
奄美大島と徳之島には葉の形が異なるものがあり、アマミタムラソウ var. simplicior Hats. ex T. Yamaz. と呼ばれる。違いとしては、小葉が基本変種では倒卵形でくさび脚であるのに対して、この変種では卵円形で基部が心形となっている。また基本変種よりこの変種の方が全体に小柄で、初島(1975)はこれをヒメタムラソウの山地型と見ている。

## 保護の状況
環境省のレッドデータブックには取り上げられていないが、県別では鹿児島県で準絶滅危惧に指定されている。またアマミタムラソウは環境省のレッドデータブックで絶滅危惧IB類に、鹿児島県で絶滅危惧I類に指定されている。